# Ansonia kraensis
Espèce
Statut de conservation UICN

 LC  : Préoccupation mineure
Ansonia kraensis est une espèce d'amphibiens de la famille des Bufonidae.

## Répartition
Cette espèce est endémique de l'isthme de Kra dans le sud de la Thaïlande. Elle se rencontre dans les provinces de Ranong, de Chumpon et Phang Nga.

## Description
Ansonia kraensis mesure de 20 à 22,5 mm pour les mâles et de 24 à 28 mm pour les femelles. Son dos est brun et sa face ventrale blanc argenté tacheté de brun sombre.

## Étymologie
Son nom d'espèce, composé de kra et du suffixe latin -ensis, « qui vit dans, qui habite », lui a été donné en référence au lieu de sa découverte, l'isthme de Kra.

## Publication originale
- Matsui, Khonsue & Nabhitabhata, 2005 : A New Ansonia from the Isthmus of Kra, Thailand (Amphibia, Anura, Bufonidae). Zoological Science, vol. 22, p. 809-814 (texte intégral).